# En Andalucía nació el amor
En Andalucía nació el amor es una película española estrenada en el año 1966, dirigida por Enrique López Eguiluz y protagonizada por Dyanik Zurakowska y Juan Luis Galiardo.
Se trata de una película romántica con estructura de road movie y enfoque de documental de promoción turística, pues los protagonistas van visitando en coche diferentes lugares de Andalucía, rodados como postales y con explicaciones y detalles informativos sobre los mismos.
La película también abarca otro género más como es el del cine musical español, en especial el cine flamenco, pues incluye varios números musicales, aunque en este caso los protagonistas no participan, tan sólo son espectadores. Los fragmentos musicales incluyen: una actuación en un tablao flamenco; una escena onírica con una joven Rocío Jurado en un decorado de bodega; un tablao de las cuevas del Sacromonte; una escena onírica con Paco de Alba y su ballet; y una actuación del grupo pop Los Silver's en una discoteca con estética de cueva, concretamente el club El Grotto, del famoso Pasaje Pizarro en Torremolinos.

## Argumento
Natia (Dyanik Zurakowska, acreditada tan sólo como Dianik) es una joven turista noruega que llega al aeropuerto de Barajas donde resulta que es la turista diez millones. Por ese motivo es recibida por los periodistas y agasajada con atenciones, flores y regalos. Uno de ellos consiste en un viaje turístico por Andalucía, acompañada de Luis (Juan Luis Galiardo), un joven guía contratado por el Ministerio de Información y Turismo para hacerle más agradable el viaje. Entre el guía español y la turista nórdica no tardará en surgir el romance.

## Reparto
- Dyanik Zurakowska, Natia
- Juan Luis Galiardo, Luis Soriano
- Rocío Jurado, ella misma
- Paco de Alba, él mismo
- Los Silver's, ellos mismos
- Esteban Pedraza
- Andrés Sánchez Moreno
- Pedro Gambin
- Marina Alcázar
- Manuel Benítez, el Cordobés, él mismo
- Voces de doblaje en la ficha de las referencias[3]

## Localizaciones
La película se rodó en localizaciones de Madrid al inicio y en gran parte en las hermosas tierras de Andalucía. Por ejemplo, el trayecto turístico andaluz recorre, entre otros, ciudades, pueblos y parajes como Despeñaperros, Jaén (Catedral de Jaén, campos de olivos, etc), Sevilla, Monasterio de La Rábida en Palos de la Frontera (Huelva), Río Tinto, Almonte, la bodega La Concha y bodegas Tío Pepe de Jerez de la Frontera, Cádiz, Ronda, la Alhambra de Granada, cuevas del Sacromonte, Córdoba y el entorno de la mezquita, la finca del torero Manuel Benítez, un taller de guitarras, la Costa del Sol, una ruta en burrotaxi en Mijas, el Caminito del Rey en El Chorro, la vida nocturna de Torremolinos y su famoso Pasaje Pizarro, las vistas desde Gibralfaro y las playas en Málaga, etc. 
Incluye también fragmentos documentales, insertados en la trama como evocaciones de fiestas andaluzas que la turista debería visitar en alguna ocasión, como por ejemplo, las procesiones de Semana Santa de Sevilla, la Feria de Abril en Sevilla, las corridas de toros en la Maestranza de Sevilla, la Feria de noche con sus luces y atracciones o la romería del Rocío. 
De casi todos esos lugares, monumentos y costumbres a menudo se realiza una explicación, a veces casi una exaltación y a menudo en voz en off, por parte del personaje del guía turístico, Luis (Juan Luis Galiardo), que aporta bastantes datos históricos o detalles del contexto. Por ejemplo, sobre el toreo y sus rituales, o sobre la importancia del primer viaje de Colón que salió de Palos de la Frontera.

## Recepción
La película se estrenó el 7 de marzo de 1966, fue vista por 926.269 espectadores y obtuvo una recaudación equivalente a 65.016,05€, según el catálogo del cine español del ICAA.

### Crítica
Según la revista de cine Fotogramas, la película peca de ser "un documental sobre el tipismo andaluz que se encubre bajo la apariencia de una levísima trama (...). Está realizado según las directrices del ministerio de Información y Turismo de aquel entonces, dirigido por don Manuel Fraga, y adquiere un carácter apologético bastante fastidioso".